# Пэрс, Бернард
Сэр Бернард Пэрс (англ. Sir Bernard Pares, 1 марта 1867 — 17 апреля 1949, Нью-Йорк) — британский журналист, историк. Рыцарь-командор ордена Британской империи (KBE, 1919).

## Биография
Окончил колледж св. Троицы Кембриджского университета. Впервые приехал в Россию в 1898 году. С 1906 года преподавал русскую историю в Ливерпульском университете.
В Первую мировую войну работал корреспондентом The Daily Telegraph на русском фронте.
В 1919 году состоял при адмирале Колчаке в качестве представителя правительства Великобритании.
В 1919 году занял должность профессора и директора Школы Славянских исследований при Королевском колледже Лондонского университета (SSEES). С 1922 года — редактор научного журнала Slavonic Review и секретарь  (до 1930 года) Англо-русского литературного общества.
Во время второй мировой войны читал лекции в США по поручению британского министерства информации. С 1942 года жил в США.
Автор нескольких книг по истории России.

## Память
В 2008 году имя Пэрса было присвоено кафедре российской истории Школы изучения славянства Восточной Европы.

## Сочинения
- Russia and Reform. 1907
- Day by Day with the Russian Army, 1914—1915. 1915
- The League of Nations and Other Questions of Peace. 1919.
- A History of Russia. 1926.
- My Russian Memoirs. 1931.
- Moscow Admits a Critic. 1936.
- The Fall of the Russian Monarchy. A Study of the Evidence. 1939.
- Russia and the Peace. 1945.
- A Wandering Student.  The Story of a Purpose. 1948.